# Balaur (dinosauriër)
Balaur is een geslacht van theropode dinosauriërs, behorend tot de groep van de Eumaniraptora, dat tijdens het late Krijt, zo'n achtenzestig miljoen jaar geleden, leefde in het gebied van het huidige Roemenië.
De eerste fossielen van Balaur werden gevonden in 2005. In 2010 kreeg het geslacht zijn naam, die overeenkomt met die van de mythische draak Balaur, toen de typesoort Balaur bondoc benoemd werd. Van Balaur zijn maar twee gedeeltelijke skeletten bekend, zonder schedels, en zelfs daarvan is niet helemaal zeker of ze van dezelfde soort zijn. Veel is dus onduidelijk over de bouw van het dier.
Balaur werd zo'n anderhalve tot twee meter lang. In het algemeen was hij stevig gebouwd. Aan zijn drievingerige hand had hij een grote eerste vinger met een forse klauw maar de derde vinger bestond nog maar uit één kootje. De voeten van Balaur waren erg breed. Anders dan bij andere theropoden had hij een grote eerste teen met een grote klauw. Misschien kon die als een sikkelklauw opgetrokken worden, net als de tweede teen. De botten van de handen, het bekken, het onderbeen en de voeten waren sterk vergroeid, net als bij vogels.
Het gebied waar Blaur leefde, was in het Krijt een groot eiland. In 2010 werd gedacht dat Balaur een lid van de Dromaeosauridae was, een directe verwant van Velociraptor. Die zou het eiland dan van het oosten uit bereikt moeten hebben. Balaur zou daar dan het grootste roofdier geweest zijn en daarom zwaarder in bouw zijn geworden met een extra sikkelklauw als zwaardere bewapening. Later berekenden wetenschappers dat Balaur een vogel was, misschien een nauwe verwant van Sapeornis. Zijn kleinere voorouder zou het eiland vliegend hebben bereikt en Balaur zou zwaarder zijn geworden, met een brede voet om zijn hogere gewicht te dragen. In dat geval kan Balaur een alleseter of planteneter zijn geweest.

## Vondst en naamgeving
In september 2009 vond paleontoloog Mátyás Vremir in de afkalvende oeverwal van de rivier de Sebeş bij Sebeş Glod een klein fossiel dat hij samen met zijn zonen Gabór en Bence opgroef. Het werd geprepareerd door Akiko Shinya.

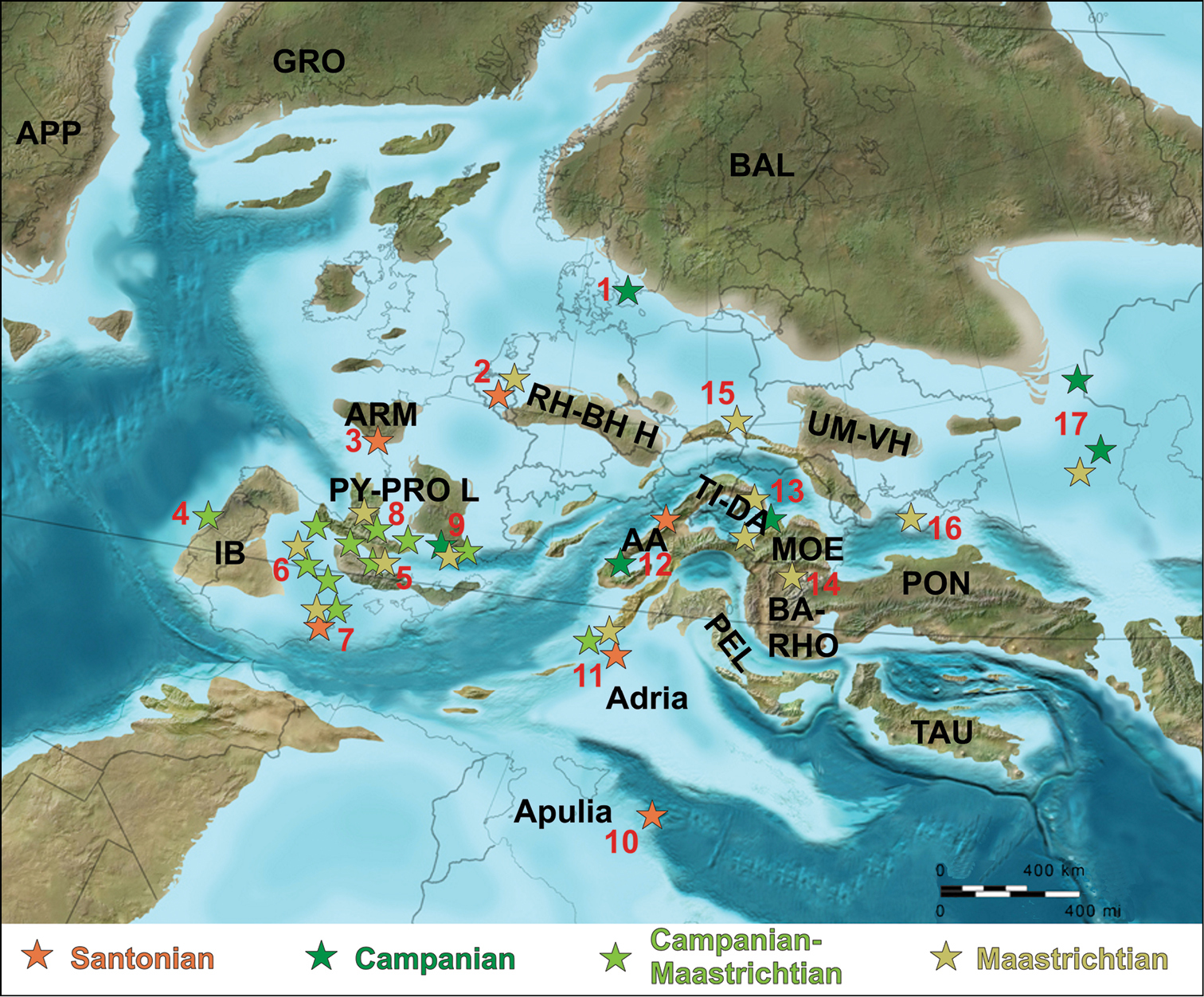
De Europese Archipel in het Opper-Krijt

In 2010 werd het door Vremir, Zoltán Csiki, Stephen Brusatte en Mark Norell benoemd als de typesoort Balaur bondoc. De geslachtsnaam verwijst naar de Balaur, een veelkoppige draak of reuzenslang uit de Roemeense mythologie. De slang is gevleugeld en de naam is mede bedoeld als een verwijzing naar de nauwe verwantschap van Balaur met de vogels binnen de Paraves. De soortaanduiding bondoc betekent zoiets als "opdondertje" in het Roemeens. Het is een verwijzing naar de gedrongen bouw van het dier, maar ook omdat het woord afkomstig is van het Turkse bunduk, "balletje", naar de Aziatische herkomst van zijn voorouders.

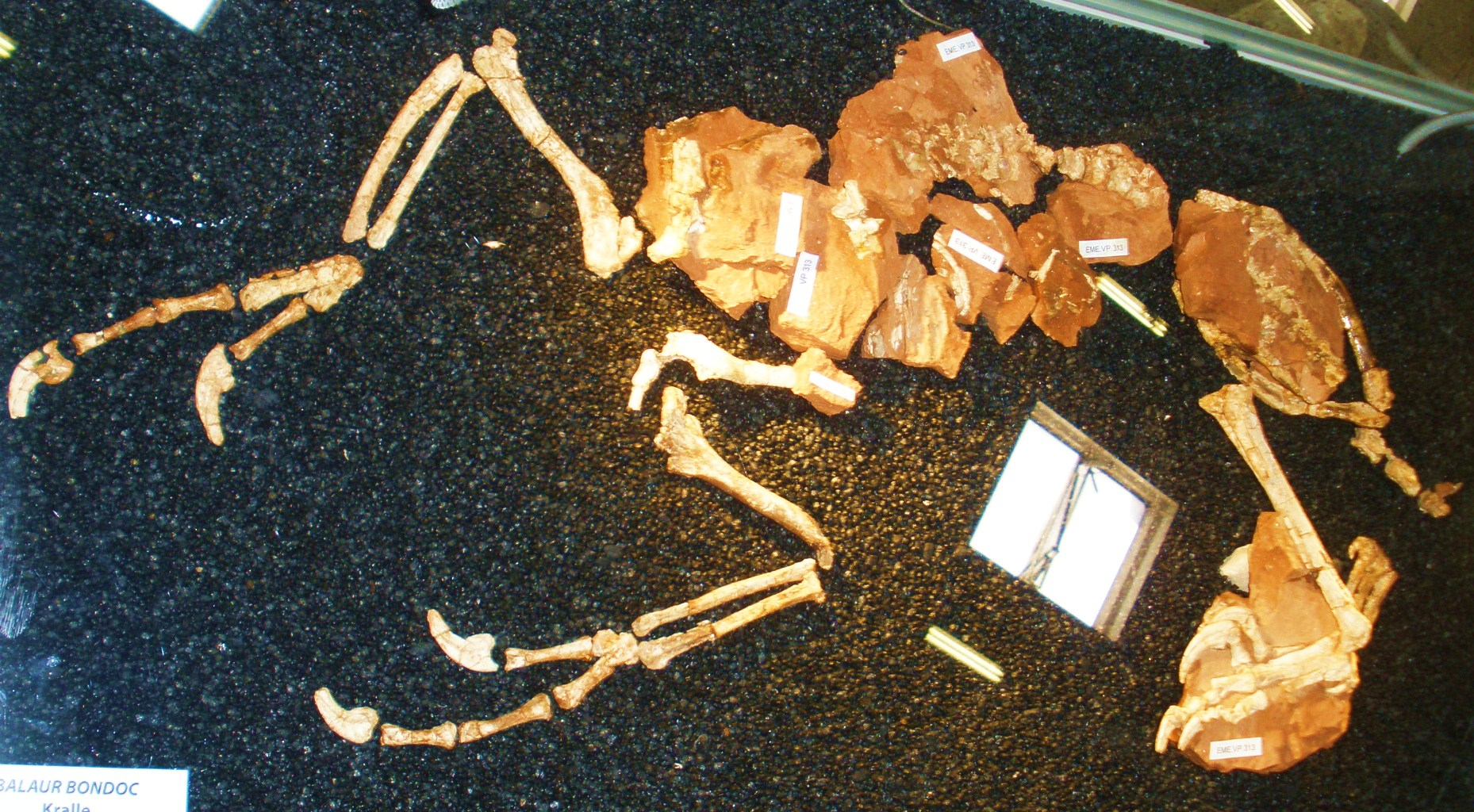
Het holotype EME VP.313

Het holotype, EME VP.313, is aangetroffen in een laag van de Sebeşformatie die dateert uit het vroege Maastrichtien, ongeveer 68 miljoen jaar oud. Het bestaat uit: een voorste ruggenwervel, een reeks van zeven meer naar achteren gelegen ruggenwervels, een sacrum van vier sacrale wervels, een caudosacrale wervel, vijf voorste staartwervels, een gedeeltelijk darmbeen, de schaambeenderen, de zitbeenderen, delen van de schoudergordel, de gehele rechterarm, de gedeeltelijke linkerarm, het linkeronderbeen inclusief voet en een rechtertarsometatarsus. Het bot toont een vreemde rimpelige oppervlakteverwering die wel vaker wordt aangetroffen bij Roemeense fossielen uit deze periode. Het bot is daarbij intern aangetast door een recente schimmelinfectie. De borstbeenderen werden wel aangetroffen maar bleken zo fragiel dat het mislukte ze te bergen. De resten zijn van een volwassen of bijna volwassen dier. Uit groeilijnen kon een minimumleeftijd van zeven jaar worden vastgesteld. Hoewel onvolledig, vertegenwoordigden de resten van Balaur in 2010 de best bekende theropode uit het Opper-Krijt van Europa.
De beschrijvers verwezen ook een tweede vondst naar de soort: FGGUB R. 1580-1584, bestaande uit zes elementen van de voorste ledematen in 1997 door Dan Grigorescu gevonden bij Tuştea en in 2005 beschreven als van een onbepaald lid van de Oviraptorosauria. Het gaat om een linkeropperarmbeen (FGGUB R. 1580), een linkerellepijp (FGGUB R. 1581), de bovenkant van een eerste kootje van de eerste rechtervinger (FGGUB R. 1582), de bovenkant van het eerste kootje van de eerste of tweede vinger van de linkerhand (FGGUB R. 1583) en de onderkant van het tweede kootje van de tweede linkervinger (FGGUB R. 1584). Alle zijn vermoedelijk afkomstig van één individu. Het probleem met deze toewijzing is dat deze specimina 45% langer lijken te zijn dan het holotype en ook stammen uit een laag die een paar miljoen jaar jonger is. Ze tonen echter de kenmerken van Balaur. In 2013 verwijderde Brusatte, in het kader van een nauwkeuriger beschrijving, dit specimen weer uit het materiaal van Balaur bondoc en wees het toe aan een Balaur sp, alleen vanwege het grootteverschil.

## Beschrijving

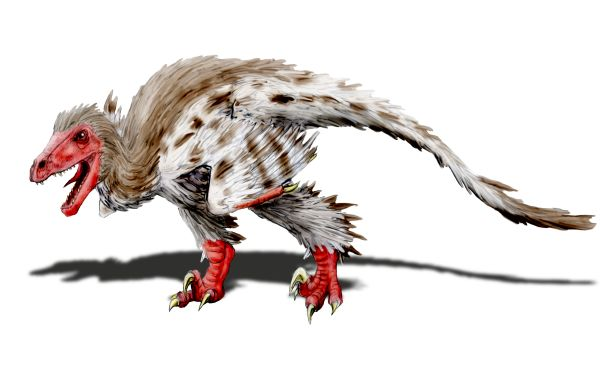
Balaur bondoc

### Grootte en onderscheidende kenmerken

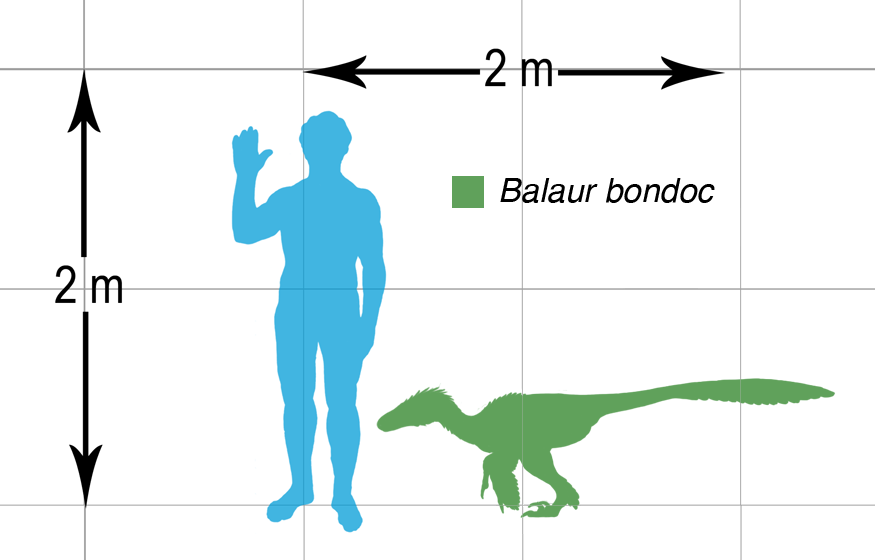
Balaur in grootte vergeleken met een mens

Balaur is een vrij kleine roofsauriër. Het holotype heeft een scheenbeen dat 153 millimeter lang is wat duidt op een lichaamslengte van nog geen anderhalve meter. Het tweede exemplaar zou dan boven de twee meter lengte komen.
Balaur heeft een aantal ongebruikelijke kenmerken. De hand toont een sterke reductie en vergroeiing zodat er maar twee functionele vingers overblijven; de derde vinger is bijna verdwenen; er is alleen een rudiment over van een kootje plus een kleine klauw. De middenhandsbeenderen en de polsbeenderen zijn vergroeid tot een enkele verstijfde carpometacarpus net als bij vogels. De handklauwen zijn echter goed ontwikkeld. In het bekken zijn de schaambeenderen extreem sterk naar achteren gericht en tonen aanhechtingspunten voor spieren die het dijbeen naar achteren moesten trekken, althans een gedeelte van de functie van de staartspieren overnemend, een zeer vogelachtig kenmerk. Ook heel vogelachtig is de vergroeiing van de middenvoetsbeenderen in een enkel element en het bezit van een vergroot uitsteeksel op het ravenbeksbeen. De meest opmerkelijke eigenschap van Balaur betreft echter een omkering van eigenschappen: waar bij de meeste afgeleide theropoden de eerste teen sterk gereduceerd is, blijkt die bij Balaur weer verlengd te zijn en een tweede opgetrokken sikkelklauw te dragen naast de maar iets grotere sikkelklauw van de tweede teen die normaal is voor de Eumaniraptora.
In 2010 werd een lijst van unieke afgeleide eigenschappen van Balaur vastgesteld, zijn autapomorfieën. De bult op het buitenvlak van het ravenbeksbeen is sterk ontwikkeld. De onderste buitenkant van het opperarmbeen heeft een golvende richel over een derde van de schachtlengte. Er bevindt zich een opvallende richel op de onderste binnenkant van het opperarmbeen. De voorkant van de ellepijp is afgeplat en wordt in tweeën gedeeld door een lengterichel. De carpometacarpus is vergroeid. Het derde middenhandsbeen is gereduceerd tot een beensplinter. Het derde middenhandsbeen raakt het tweede met zijn uiteinde en rust op dat punt tegen een overhangende richel. Bij het eerste en tweede middenhandsbeen lopen de onderste gewrichtsknobbels niet door over de achterzijde. De tweede handklauw heeft gevorkte groeven aan buitenkant en binnenkant. De kootjes van de derde vinger zijn gereduceerd en de vinger is niet meer functioneel. De schaambeenderen en zitbeenderen zijn extreem naar achteren gericht tot een bijna horizontale positie. Het aanhangsel voor het schaambeen is dermate zijwaarts gedraaid dat de groeve voor de musculus cuppedicus schuin naar buiten en boven gericht wordt. Het schaambeen is zo gedraaid dat de buitenkant naar onderen gericht is en het tuberculum pubicum direct onder het heupgewricht ligt. De voorrand van het zitbeen heeft een uitgroeisel in de vorm van een vergrote dunne beenplaat die (bijna) het schaambeen raakt. De tarsometatarsus is aanzienlijk breder, anderhalfmaal, dan de onderste tibiotarsus. Het tweede tot en met vijfde middenvoetsbeen zijn vergroeid. Het tweede tot en met vierde middenvoetsbeen hebben robuuste richels op hun zoolzijden. Het tweede en derde middenvoetsbeen hebben onderaan geen scharniergewrichten. De gewrichtsvlakken van het tweede en derde middenvoetsbeen zijn kleiner dan de uiteinden waarop ze liggen. De eerste teen is functioneel met vergrote kootjes terwijl het eerste middenvoetsbeen de normale verkleinde vorm heeft. Het vijfde middenvoetsbeen is kort en haakvormig.
In 2013 bleken echter de eigenschappen van het schaambeen fout geïnterpreteerd te zijn doordat men vervormingen van de fossiele botten aangezien had voor echte kenmerken. Welke de autapomorfieën van Balaur zijn, hangt ook af van zijn positie in de evolutionaire stamboom. Sommige van de bovengenoemde kenmerken zouden afwijkend zijn voor een dromaeosauride maar normaal voor een vogel. Dat betreft onder andere de vergroeiing van de middenhand en de middenvoet, de achterwaartse rotatie van de schaambeenderen en het zich op de voorkant bevinden van de gewrichtsknobbels van de middenhand. Eigenschappen die hoe dan ook uniek zijn, worden gevormd door de combinatie van een grote eerste vinger met een gereduceerde derde vinger en de grote eerste teen.

### Postcrania

#### Wervelkolom

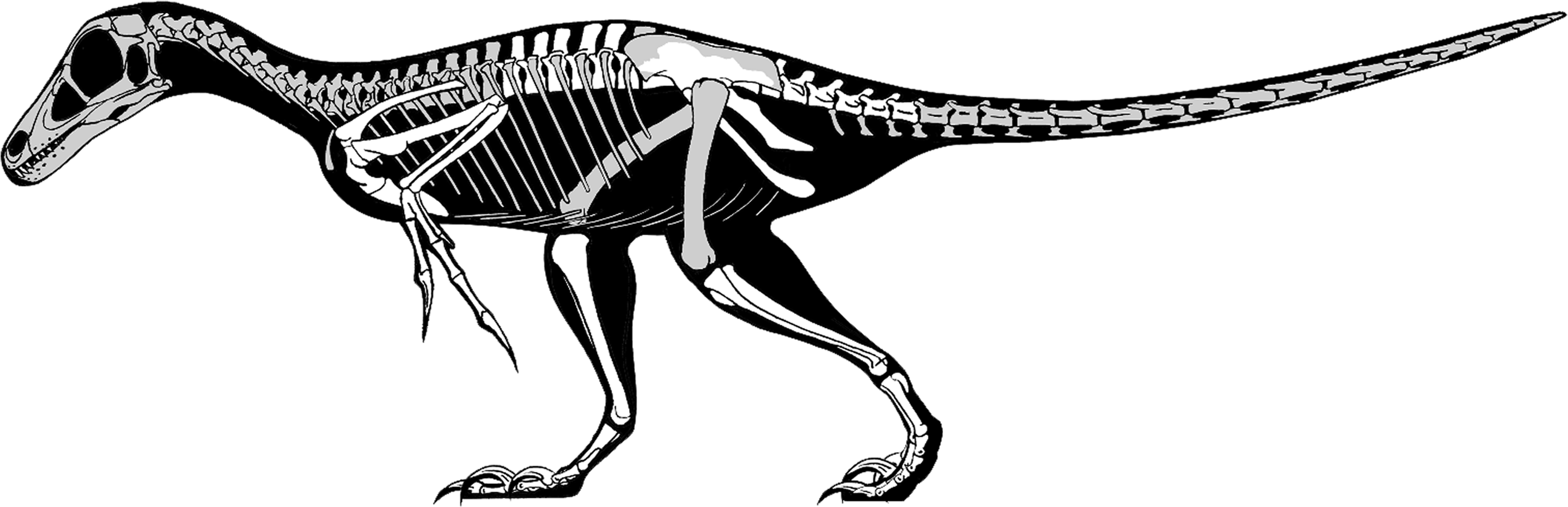
Een skeletdiagram door Jaime Headden met in het wit de bekende skeletelementen

De doornuitsteeksels van de ruggenwervels zijn bovenaan verbreed en verruwd. Het facet voor het onderste ribgewricht, de parapofyse, staat op een steeltje en is glad uitgehold. De voorste ruggenwervels hebben op de zijkant diepe uithollingen onder de gewrichtsuitsteeksels; bij de achterste ruggenwervels zijn vooral de uithollingen onder de diapofyse, het bovenste ribgewricht, diep. De ruggenwervels zijn sterk gepneumatiseerd. De wervellichamen hebben op hun zijkanten diepe ovale pleurocoelen, van variabele positie en omvang. De doornuitsteeksels laten bij breuken zien dat ze grote luchtholten bevatten.
Het aantal sacrale wervels is onduidelijk. Het zijn er minstens vier; in 2013 ging men ervan uit dat er meer waren, in 2015 stelde men het totaal op zeven, drie vergroeide caudosacrale wervels van de voorste staart meetellend. In 2013 werd deze mogelijke interpretatie ook besproken maar men wees erop dat er eigenlijk nog een vierde caudosacrale wervel aanwezig was en dat dromaeosauriden vijf eigenlijke sacrale wervels hebben zodat het totaal bij Balaur weleens op negen zou kunnen liggen. Het heiligbeen is wellicht gepneumatiseerd maar dat is niet zeker. De eerste sacrale wervel heeft een niet doorboorde zijgroeve op de positie van de pleurocoel van de ruggenwervels. Van de tweede wervel af zijn er lengtegroeven op de onderkant. De sacrale ribben hebben ovale tussenruimten; de voorste rib draait wat naar voren en onder om het darmbeenblad te bereiken.
De staartwervels zijn amficoel: aan beide kanten hol. Er zijn geen tekenen van pneumatisering.

#### Ledematen

##### Schoudergordel
In de schoudergordel zijn schouderblad en ravenbeksbeen naadloos versmolten. Het schoudergewricht is schuin naar achteren, beneden en iets naar bezijden gericht. Door dit laatste kan de arm in abductie, heffing, een voorwaartse en meteen opwaartse beweging rond de lengteas van het schouderblad maken, wat bij vliegende vormen een voorwaarde is voor een klappende vlucht. Dit soort bewegingen wordt wel wat beperkt door beenwallen aan de voorzijde en achterzijde van het schoudergewricht. Het ravenbeksbeen is L-vormig wat het schoudergewricht hoger brengt. Het onderste uitsteeksel is groot en robuust. De groeve onder het schoudergewricht is ondiep. De normale bult vóór het schoudergewricht is bij Balaur uitzonderlijk hoog, een ruwe zijwaarts uitstekende verheffing vormend. De bolling vormt de voorste zijhoek van de schoudergordel en bedekt in zijaanzicht de doorboring van het foramen coracoideum, welke opening onder de bult een klein kanaal vormt. Het schouderblad is lang en lichtgebouwd. Het heeft geen richel aan de binnenzijde. De processus acromialis aan de onderste voorzijde heeft een glad bol oppervlak en is iets naar buiten gekeerd; beide kenmerken zijn typisch voor de Paraves. Beide borstbeenderen zijn niet met elkaar vergroeid.

##### Bovenarm
Het opperarmbeen is in vooraanzicht recht, in zijaanzicht bol naar achter gekromd. Bovenaan bevindt zich op de voorkant de bij de Paraves gebruikelijke diepe gladde uitholling tussen de deltopectorale kam en de binnenhoek. De richel tussen de uitholling en de binnenhoek is bij Balaur echter opvallend scherp; in 2013 vond men zo een subtiel kenmerk net geen autapomorfie. De deltopectorale kam beslaat ongeveer 30% van de lengte van het bot en maakt in bovenaanzicht een rechte hoek met de rest van het bovenvlak. In het verlengde van de deltopectorale kam, maar niet direct daarin uitlopend, strekt zich een hoge richel naar boven uit met aan de binnenzijde een evenwijdige groeve. Deze bouw komt ook voor bij Bambiraptor, Linheraptor, Velociraptor en Deinonychus maar niet bij andere dromaeosauriden. Aan de achterkant van de schacht bevindt zich een afwijkende verheffing. Over de onderste zijkant bevindt zich een unieke richel die een derde van de lengte van de schacht beslaat. Aan de voorste onderkant ligt zoals bij de meest dromaeosauriden een driehoekige uitholling begrensd door een binnenste en buitenste richel en doormidden gedeeld door een middelste richel dicht bij de binnenkant. Bij Balaur sp. is de sector tussen de middenrichel en binnenrichel bol in plaats van hol. Bij Balaur loopt de binnenrichel echter opvallend ver naar boven door en gaat over in een beenschort dat de uitholling wat overhangt. De gewrichtsknobbels, vooral de buitenste knobbel, liggen aan de voorzijde van de schacht; normaliter liggen ze bij dromaeosauriden aan het ondervlak.

##### Onderarm
De ellepijp is langgerekt en lichtgebouwd, ongeveer even dik als het spaakbeen. De schacht heeft een vlakke voorkant die in tweeën gedeeld wordt door een verticale richel, een unieke combinatie. Of er op de ellepijp papillae ulnares aanwezig waren, bevestigingsknobbels voor veren, kon niet worden vastgesteld. Aan de onderste voorkant bevindt zich een uitholling tussen verticale richels. Niet alle dromaeosauriden hebben zo'n fossa. Bij Balaur sp. is de ellepijp relatief langer ten opzichte van het opperarmbeen. Het spaakbeen is recht en lichtgebouwd. De binnenzijde is sterk gebold om contact te maken met de ellepijp. Aan de bovenkant bevindt zich daar ook een verticale groeve waar het coronoïde uitsteeksel van de ellepijp inpast.

##### Pols en hand
De onderste polsbeenderen en de middenhand zijn bij Balaur vergroeid tot een carpometacarpus. Dat is een verschijnsel dat verder van de Dromaeosauridae onbekend is maar wel afgeleide vogels typeert. De vergroeiing is bovenaan zo sterk dat nauwelijks het aantal en de vorm van de betrokken polsbeenderen vast te stellen valt. De middenhandsbeenderen daarentegen zijn alleen bovenaan vergroeid en naar de vingers toe gescheiden; bij vogels zijn het tweede en derde metacarpale ook onderaan vergroeid. Wel is het zo dat het tweede en derde middenhandsbeen elkaar aan hun onderste uiteinde raken wat bij dromaeosauriden overigens niet voorkomt. Een afwijking van de toestand bij de vogels is verder dat het derde en niet het eerste middenhandsbeen in breedte gereduceerd is. De middenhand als geheel is erg kort. Daarbinnen is het eerste middenhandsbeen relatief lang, hoewel een stuk korter dan het tweede en derde. Het is een robuust element dat afstaat van de rest van de middenhand. De onderste gewrichtsknobbels ervan lopen niet door over de voorkant van de schacht wat uniek is voor een dromaeosauride en duidt op een beperkt vermogen de eerste vinger te strekken. Boven het gewricht bevindt zich aan de voorzijde ook geen putje. Wel is er aan de buitenzijde een putje voor het gewrichtskapsel maar niet aan de binnenzijde. Het tweede middenhandsbeen is het langste bot in de hand. Het is ruwweg tweemaal zo lang als het eerste metacarpale. Tussen het onderste zijvlak van het bot de onderste voorkant steekt een ongebruikelijk beenweb uit dat de dunne kloof tussen het tweede en derde middenhandsbeen over een korte lengte overgroeit. Het derde middenhandsbeen is zeer dun met maar 30% van de breedte van het tweede matacarpale. Het is echter niet in lengte gereduceerd en zelfs relatief lang ten opzichte van het tweede middenhandsbeen hoewel iets korter. Aan de basis is het vrij breed maar het versmalt naar onder toe tot een punt met een ovale doorsnede, zonder enige gewrichtsknobbel. De vergroeide basis is verheven, net als de basis van het eerste metacarpale zodat de basis van het tweede middenhandsbeen daartussen een verlaging vormt die helemaal naar boven toe breed uitwaaiert.

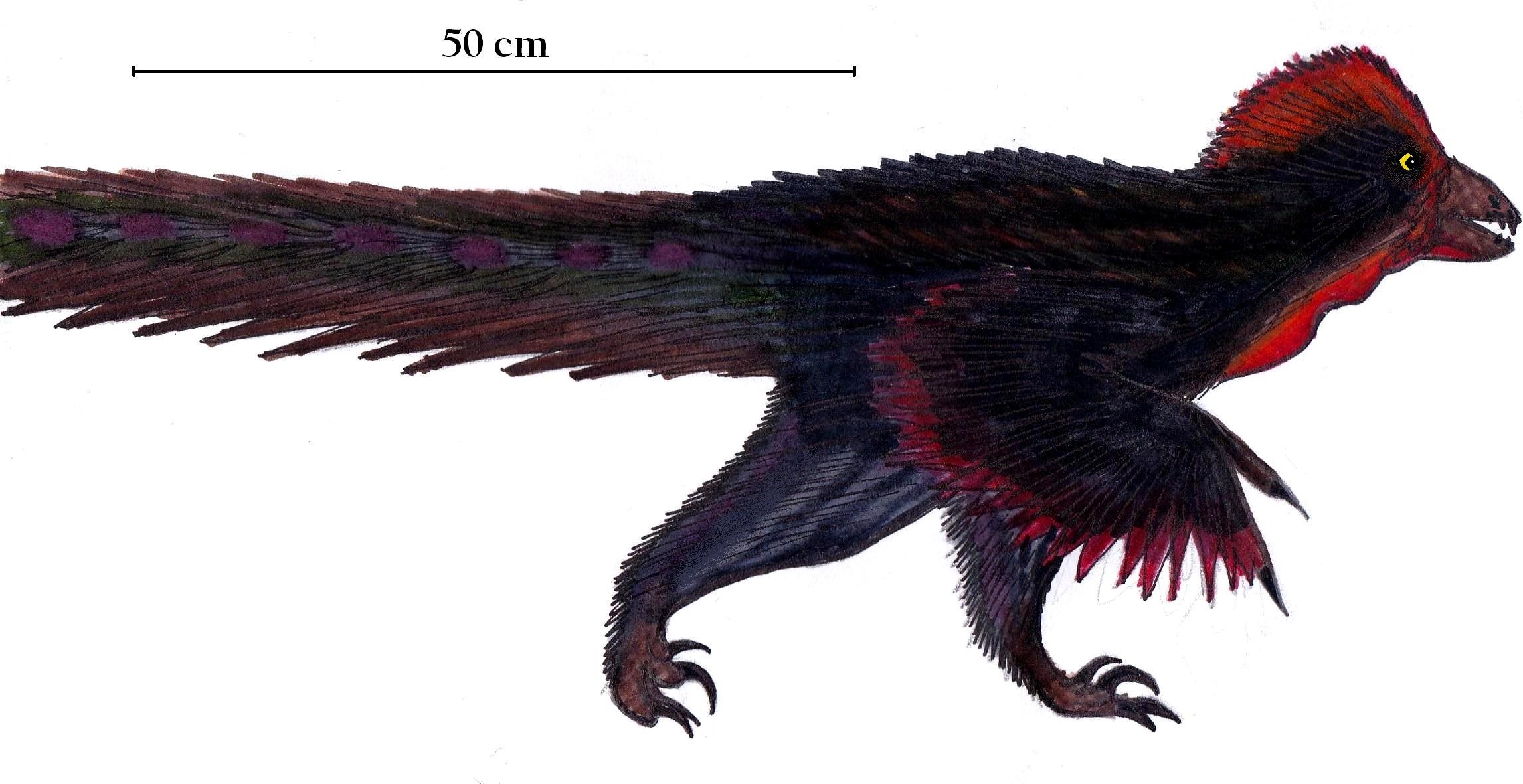
Balaur heeft, anders dan typisch is voor vogels, een grote eerste vinger

De formule van de vingerkootjes is 2-3-1-0-0. De vingers zijn, gezien de vorm van de gewrichten, tot een goede buiging in staat maar tot een verminderde strekking vergeleken met overige dromaeosauriden; de beweeglijkheid van de onderste kootjes is beter. In de hand is de eerste vinger het kortst met 72% van de lengte van de tweede vinger die ook nog eens extra ver uitsteekt omdat het tweede middenhandsbeen zoveel langer is dan het eerste. Beide vingers zijn echter gelijkelijk robuust. De derde vinger is extreem gereduceerd. Het eerste kootje van de eerste vinger is na het tweede middenhandsbeen het langste element in de hand. Het heeft onderaan zowel aan de buitenkant als binnenkant een putje voor het gewrichtskapsel. De onderste gewrichtsknobbels lopen iets door over het voorvlak. De duimklauw is de grootste in de hand. Hij is matig sterk gekromd en heeft als peesaanhechtingen een goed gevormde lip aan de achterste bovenkant en bult aan de achterste onderkant, tekenen dat er flink kracht mee gezet kon worden. De achterkant van de bult wordt doorboord door twee gepaard foramina van anderhalve millimeter doorsnee; de voorkant van de bult wordt van het ondervlak van de klauw gescheiden door een golvende groeve. Zowel de openingen als de groeve zijn mogelijke unieke kenmerken. Het eerste kootje van de tweede vinger heeft onderaan alleen aan de buitenkant een putje voor het gewrichtskapsel. Het tweede kootje heeft zowel aan de buitenkant als binnenkant een putje voor het gewrichtskapsel. Onderaan bezit dit kootje haast schijfvormige gewrichtsknobbels, gescheiden door een zeer brede en diepe groeve die zich tot over de voorkant voorzet. De klauw zou zich dus sterk kunnen strekken ware het niet dat de onderste voorkant van het kootje boven het gewricht geen speciale uitholling heeft om de lip van de klauw te ontvangen wat de rotatie weer beperkt. De tweede klauw is iets kleiner dan de duimklauw. Bovenaan splijten de zijgroeven van de klauw, een uniek kenmerk. De derde vinger bestaat wellicht slechts uit één kootje, net een centimeter lang, dat geen klauw draagt en rudimentair is van bouw. Vermoedelijk was de derde vinger niet functioneel. Het bovenvlak bestaat uit een simpele ovale holte, van voor naar achter gericht, die past op de bolle bovenkant van het derde middenhandsbeen. Het achtervlak is hol, doorboord door twee boven elkaar gelegen foramina. Het kootje loopt naar beneden sterk taps toe, iets naar binnen krommend, maar verwijdt zich weer iets aan het onderste uiteinde dat weer een bolle ovaal vormt. Aangezien dit de vorm heeft van een gewrichtsvlakje, is het in beginsel mogelijk dat er een nog kleiner tweede kootje was dat misschien niet gefossiliseerd is of bij leven niet verbeende.

##### Bekken
Het bekken van Balaur is sterk vergroeid waarbij de verschillende elementen naadloos zijn versmolten. Dat is verder onbekend van de Dromaeosauridae maar typisch voor vogels. Het bekken is bij het holotype sterk vervormd door samendrukking. Dat leidde in 2010 tot de onjuiste vaststelling dat het aanhangsel voor het schaambeen zijwaarts gericht zou zijn maar in feite ging het hier om het voorblad van het darmbeen. Ook dacht men ten onrechte dat de zijkant van het schaambeen naar beneden gericht was, misleid door een breuk in, en rotatie van, dit element.
Het heupgewricht heeft bovenaan een grote antitrochanter, een zijdelingse verdikking om de krachten die het dijbeen uitoefende op te vangen. Deze steekt opvallend zijwaarts uit en is niet gewelfd zoals bij andere dromaeosauriden. Ook opvallend is een sterk verhoogde richel die schuin van de antitrochanter uit naar achteren en boven over het darmbeenblad loopt. De groeve in de onderkant van het achterblad van het darmbeen, die dient voor de aanhechting van de musculus caudofemoralis brevis, heeft een binnenwand die naar binnen, dus richting heiligbeen, gedraaid is; hierdoor is deze groeve ondiep en breed. Het aanhangsel voor het schaambeen heeft in de voorste zijkant een brede groeve voor de musculus cuppedicus zoals bij de meeste Coelurosauria. Door de compressie van het fossiel is deze groeve naar beneden gericht; in 2013 werd herkend dat dit geen authentiek kenmerk is.
Het schaambeen is bij het fossiel sterk naar achteren gericht, een hoek van 55° makend met het verticale vlak. Dat is veel meer dan bij andere dromaeosauriden waar de hoek hoogstens 20° bedraagt maar is typisch voor afgeleide vogels. In 2013 werd het kenmerk grotendeels gezien als ook weer een gevolg van samendrukking, hoewel bepaalde minder vervormde delen aantoonden dat de schacht toch flink naar achteren gestaan moet hebben. De schacht is dun en langwerpig. De schacht is sterk gekromd in bovenaanzicht, met de bolle kant naar buiten gericht. Beide schaambeenderen raken elkaar aan de onderste uiteinden en omvatten door de kromming een grote binnenruimte met een ovale doorsnede, net als bij basale Pygostylia. De grote ruimte duidt op een vergroting van de buikholte. De achterrand van de schacht, die dus naar boven gericht is, heeft zowel vooraan als achteraan een korte richel in de lengterichting lopen; de achterste richels van beide schaambeenderen lopen naar achteren uit in de zijranden van de verbindende beenschort tussen beide elementen. De schort ontspringt uit middenrichels van de schachten die naar elkaar toegroeien. De schort vormt bij hun raakpunt een vrijwel horizontaal vlak en draait naar achteren geleidelijk omhoog; een richel op de onderkant vervloeit daar weer met de middenrichel.
Het zitbeen loopt evenwijdig aan het schaambeen. Bovenaan loopt het zitbeen sterk naar beneden uit in een opvallend groot uitgroeisel. Sommige dromaeosauriden, zoals Velociraptor en Deinonychus hebben hier een bult maar bij Balaur heeft het de vorm van een dunne plaat die misschien wel het schaambeen raakte. Overigens komt de bult ook bij basale vogels voor. Tegenover dit uitgroeisel bevindt zich aan de bovenkant een dunne opstaande richel met holle zijkant, een structuur die zeldzaam is bij de Dromaeosauridae maar normaal voor basale vogels. Uitsteeksels verder naar achteren zijn niet waarneembaar: het fossiel bewaart geen processus obturatorius op de voorrand en evenmin een uitgroeisel midden op de achterrand. In bovenaanzicht is het profiel van de schacht golvend: bovenaan bol, dan hol en uiteindelijk weer zijwaarts draaiend. Bij die laatste draai kromt het zijvlak ook iets naar beneden toe. Het zijvlak is ruw en heeft de gebruikelijke kam in de lengterichting die middenin plots naar achteren knikt, een opstaande hoek vormend. Helemaal achteraan is de schacht overdwars zeer dun, slechts anderhalve millimeter dik.

##### Onderbeen
Het scheenbeen, kuitbeen en de bovenste enkelbeenderen zijn vergroeid tot een tibiotarsus, een zeer vogelachtig kenmerk, typerend voor de Pygostylia. Opnieuw zijn de verschillende delen vrijwel naadloos versmolten, hoewel de naden tussen het scheenbeen en kuitbeen bovenaan zichtbaar zijn als opstaande richels. De tibiotarsus is recht.
Bij het bovenste scheenbeen loopt er een matig diepe groeve, de incisura tibialis, tussen de voorste kam, de crista cnemialis, en de buitenste condyle van de achterkant. Aan de bovenste binnenzijde van het scheenbeen loopt een duidelijke verticale verheffing of lage kam die van de crista cnemialis gescheiden wordt door een ondiepe verlaging. Zo'n kam is ook bekend van Velociraptor, Deinonychus en Rahonavis. Het kuitbeen is niet met het scheenbeen verbonden via de crista fibularis aan de buitenkant die bij het holotype na zesenvijftig millimeter plots ophoudt. Pas na twee derden van de schachtlengte beginnen scheenbeen en kuitbeen te vergroeien.
Het kuitbeen versmalt sterk naar onderen; het bovengedeelte is naar achteren het breedst zodat het profiel daar veel holler is. Het tuberculum tibiofibulare is hooggelegen en heeft de vorm van een lage bult op de achterzijde van de schacht die ruw noch bijzonder groot is. In het onderste vergroeide gedeelte van de tibiotarsus wordt het uiteinde van het kuitbeen wellicht gemarkeerd door een uitstekende bult aan de buitenste zijkant. In 2015 werd deze bult echter gezien als het hogere tuberculum retinaculi musculi fibularis van vogels.
Het sprongbeen en het hielbeen zijn volledig met het onderbeen vergroeid wat onder de dromaeosauriden verder slechts bij Buitreraptor en Graciliraptor bekend is maar normaal is voor meer afgeleide vogels. De naad tussen hielbeen en scheenbeen is nog als een richel zichtbaar. Ze maken van de tibiotarsus het zadelvormig ondervlak uit. Het heeft een buitenste en binnenste knobbel, gescheiden door een diepe trog die zowel aan de voorzijde als de achterzijde doorloopt, ruimte biedende voor de pezen van respectievelijk de strekkende en buigende spieren. De zo gevormde groeve aan de voorkant is dieper dan breed wat onder dromaeosauriden verder slechts bij Buiteraptor voorkomt maar typisch is voor vogels en Troodontidae. De onderste zijkant van de tibiotarsus heeft een diepe put die normaal is voor dromaeosauriden maar bij Balaur extra is verzonken, net als bij vogels die meer afgeleid zijn dan Archaeopteryx.

##### Voet

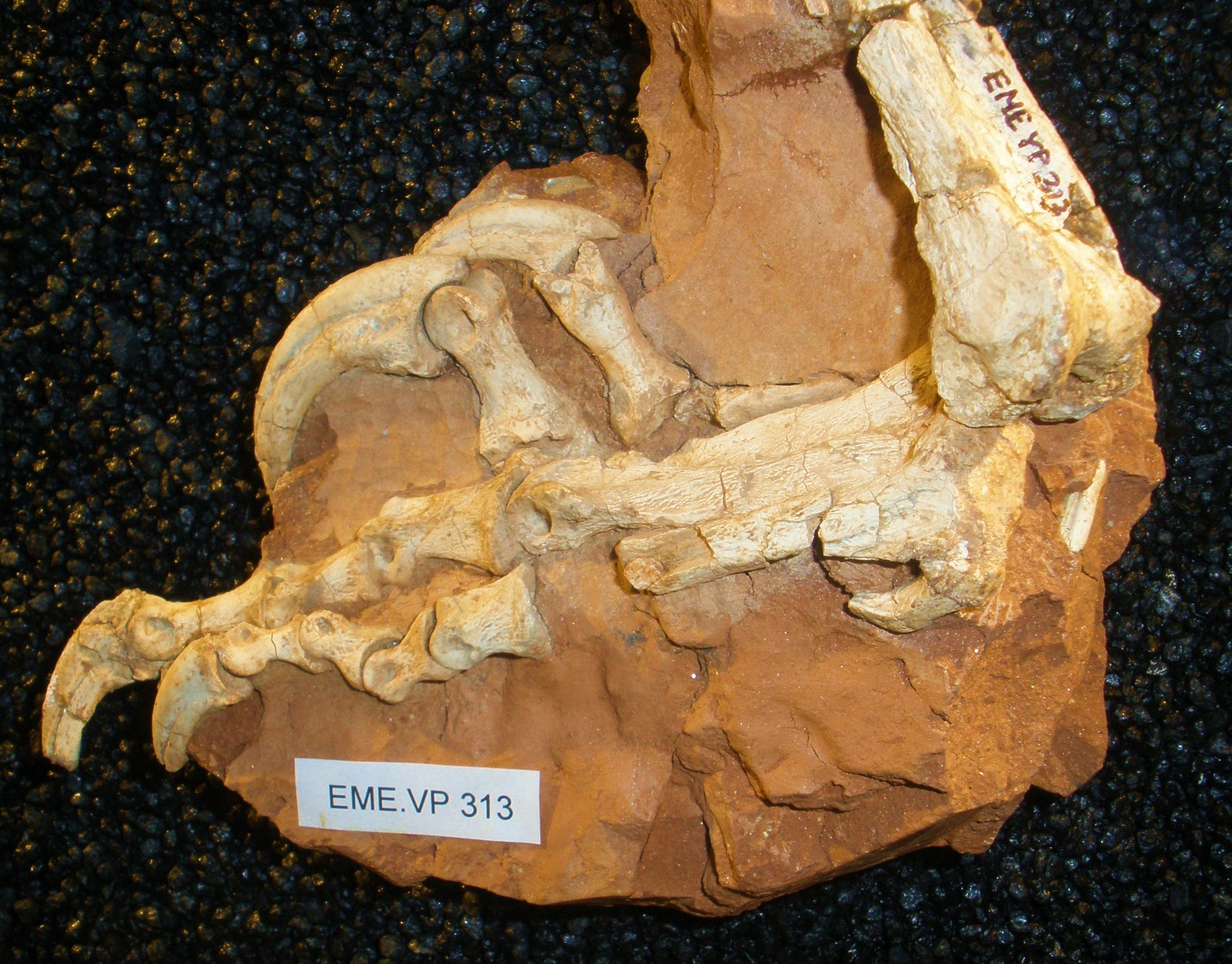
De linkervoet met de unieke dubbele sikkelklauw

De onderste enkelbeenderen en de middenvoet zijn vergroeid tot een tarsometatarsus, net als bij de vogels. Dat deze vrij kort en breed is, doet minder vogelachtig aan. De onderste enkelbeenderen overkappen de middenvoet maar door de hoge mate van versmelting, die verder alleen van pygostylische vogels bekend is, is niet meer vaststelbaar om welke of hoeveel elementen het gaat. Het zo gevormde bovenvlak is glad en dik.
In de middenvoet zijn het tweede, derde en vierde middenvoetsbeen over de bovenste acht millimeter volledig versmolten. Verder naar beneden zijn de middenvoetsbeenderen als aparte elementen zichtbaar maar raken elkaar zo nauw dat ze wellicht vergroeid waren. Pas helemaal aan het uiteinde is er een echte scheiding. De middenvoet als geheel is ongeveer tweemaal zo hoog als breed en dus minder langgerekt dan zelfs bij dromaeosauriden, laat staan vogels. In feite is het de breedste middenvoet die van de hele Theropoda bekend is, anderhalf keer zo wijd als de tibiotarsus. Behalve zeer breed is de middenvoet ook nog eens sterk afgeplat, haaks op de lengteas gemeten.
Het eerste middenvoetsbeen heeft de normale vorm van een wigvormig bot dat op de middelste hoogte aan de binnenste zijkant van het tweede middenvoetsbeen vastzit. Het is echter wel erg groot met 60% van de lengte van het derde middenvoetsbeen; het loopt dus uitzonderlijk ver naar beneden door. Daarbij heeft het een uitzonderlijk hoge richel aan de voorste buitenzijde voor het contact met het tweede middenvoetsbeen. Deze raakt weer een hoge opstaande rand van dat tweede metatarsale dat sterk afplat richting derde middenvoetsbeen. De vreemd afgeschuinde dwarsdoorsnede die zo ontstaat, is volgens Brusatte uniek voor Balaur maar in 2015 werd erop gewezen dat soortgelijke afplattingen voorkomen bij de vogels Vorona en Patagopteryx. Eigenaardig is ook het ontbreken van het bultje voor de aanhechting van de musculus tibialis cranialis, de spier die van het scheenbeen uit de voet strekt. Aan de voorkant van het tweede middenvoetsbeen bevindt zich een diepe uitholling die de strekking van de sikkelklauw mogelijk maakt. Deze fossa verdiept zich naar beneden toe zodat de onderste gewrichtsknobbels er een plotse opstaande en zelfs overhangende rand mee vormen. Zo'n diepe fossa komt verder bij dromaeosauriden niet voor maar is wel bekend van de vogels Parabohaiornis en Yungavolucris. De onderzijde is bovenaan ook hol, wordt naar beneden bol waarna weer een dunne kloof volgt die tussen de onderste gewrichtsknobbels is gelegen. De binnenste knobbel stekt verder naar beneden uit dan de buitenste wat ook bekend is van de vogels Confuciusornis, Evgenavis en Apsaravis. In de zijkant van de binnenste knobbel bevindt zich een ondiep putje voor het gewrichtskapsel, in de zijde van de buitenste knobbel een zeer diepe put. De knobbels vormen, uniek voor dromaeosauriden maar wel bekend van de vogels Bauxitornis en Evgenavis, geen scharniergewricht, nauwelijks boven het niveau van de voorkant uitstekend, en dat kan erop duiden dat de sikkelklauw niet sterk of krachtig geheven kon worden maar zo is hij in de linkervoet desalniettemin wel bewaard gebleven. Opvallend is dat het eigenlijke gewrichtsvlak een stuk smaller is dan de volle breedte van de onderkant; bij dromaeosauriden vallen die altijd vrijwel samen maar bij de vogel Avisaurus is het vlak ook smaller. Het derde middenvoetsbeen heeft aan de voorkant een hoge middenrichel en vlakt aldus naar beide zijden af. Die middenrichel splijt naar beneden toe en loopt uit in twee richels die met de zijranden vervloeien. Ook het derde middenvoetsbeen heeft, al even uniek, geen scharniergewricht; de gewrichtsknobbels ontbreken hier zelfs aan de onderkant en zijn slechts als dunne schijfjes zichtbaar aan de achterkant, gescheiden door een nauwe kloof. Daarboven begint plotseling een lage richel die aan de achterkant tot aan de bovenzijde doorloopt. De kapselputjes zijn aan beide zijden diep. Het tweede middenvoetsbeen is korter dan het derde en waar het uiteinde ervan de schacht van het laatste raakt, wordt het iets overgroeid door een bult. Het vierde middenvoetsbeen is ongeveer even lang als het tweede. Net als het derde heeft het een middenrichel op de voorkant die hier naar beneden toe geleidelijk naar de buitenste zijkant loopt. Een dergelijke afplatting komt bij Velociraptorinae voor maar ook bij sommige vogels. Het vijfde middenvoetsbeen is erg kort voor een dromaeosauride, met maar 30% van de lengte van het derde middenvoetsbeen, waar 40-50% normaal is. De lengte is echter normaal voor de meeste andere Coelurosauria. Hoewel rudimentair is het stevig, een forse haak vormend met een zeer holle voorkant die nog onder het niveau van de achterkant van het vierde middenvoetsbeen uitkomt zodat men daar in zijaanzicht langs het vijfde metatarsale onderdoor kan kijken. Het bot loopt taps toe; onder de punt ligt een bultje aan de onderzijde. De buitenste zijkant toont geen verruwingen voor spieraanhechtingen.
De formule van de teenkootjes is vermoedelijk 2-3-4-5-0. De eerste teen is uitzonderlijk groot voor een theropode. Het eerste kootje van de eerste teen is het langste kootje in de voet. De klauw van de eerste teen is groot, met 80% van de lengte van de tweede klauw. Normaliter heeft bij dromaeosauriden het eerste kootje 30% van de lengte van de langste kootjes en de eerste klauw 31% van de lengte van de sikkelklauw. De teen is zelfs verbluffend groot ten opzichte van het eerste middenvoetsbeen. Het eerste kootje heeft bovenaan een groot gewrichtsoppervlak. Volgens de beschrijvers werd dit gebruikt om de teen te heffen. De eerste teen zou dus tot eenzelfde hyperextensie, extreme strekking, in staat geweest zijn als de tweede teen. Een inderdaad lijkt bij de linkervoet van het holotype de teen in heffing bewaard te zijn. In overeenstemming daarmee heeft de klauw een hoge bovenste lip die past tussen de grote onderste gewrichtsknobbels van het bovenste kootje die zich op het voorvlak voortzetten en gescheiden zijn door een diepe groeve. De eerste klauw is ook maar iets minder gekromd dan de tweede en meer dan derde of vierde. Aan beide zijkanten heeft hij een enkelvoudige groeve. Overigens is een functionele eerste teen met een kootje en klauw die niet kleiner zijn dan die van de andere tenen normaal voor vogels.
De tweede teen lijkt typisch dromaeosauride, in staat tot hyperextensie door scharniergewrichten. Hij draagt een sikkelklauw met een grote onderste bult. Die laatste is echter toch wat kleiner en gladder dan bij de meeste soorten zodat wat minder kracht gezet kon worden en ook de klauw zelf is minder gekromd en eigenlijk geen echte sikkel. Veel basale vogels hebben zo'n tweede klauw. De derde teen is het voornaamste dragende element en de langste van de voet. Hij heeft geen scharniergewrichten zodat een belangrijke zijdelingse beweeglijkheid gewaarborgd wordt. Wel zijn er diepe kapselputjes en holten in de onderste voorvlakken zodat een redelijke strekking mogelijk was die natuurlijk ook nodig was om als teenganger überhaupt te kunnen lopen. De derde voetklauw is kleiner en platter dan de eerste twee klauwen, zonder onderste bult van betekenis en zonder lip. Het voorlaatste, derde, kootje en de klauw zijn samen uitzonderlijk lang, ongeveer anderhalf à twee keer langer ten opzichte van de rest van de voet dan bij andere dromaeosauriden; een dergelijke lengte is normaal voor vogels. De vierde teen lijkt op de derde teen in bouw maar met nog ondiepere holten in de voorvlakken. De vierde voetklauw is een stuk kleiner en wat rechter dan de derde. De lengte bedraagt 60% van die van de derde klauw terwijl een verhouding tussen de 70 en 85% bij dromaeosauriden normaal is. Zulke kleine vierde klauwen zijn wel van vogels bekend.

## Fylogenie

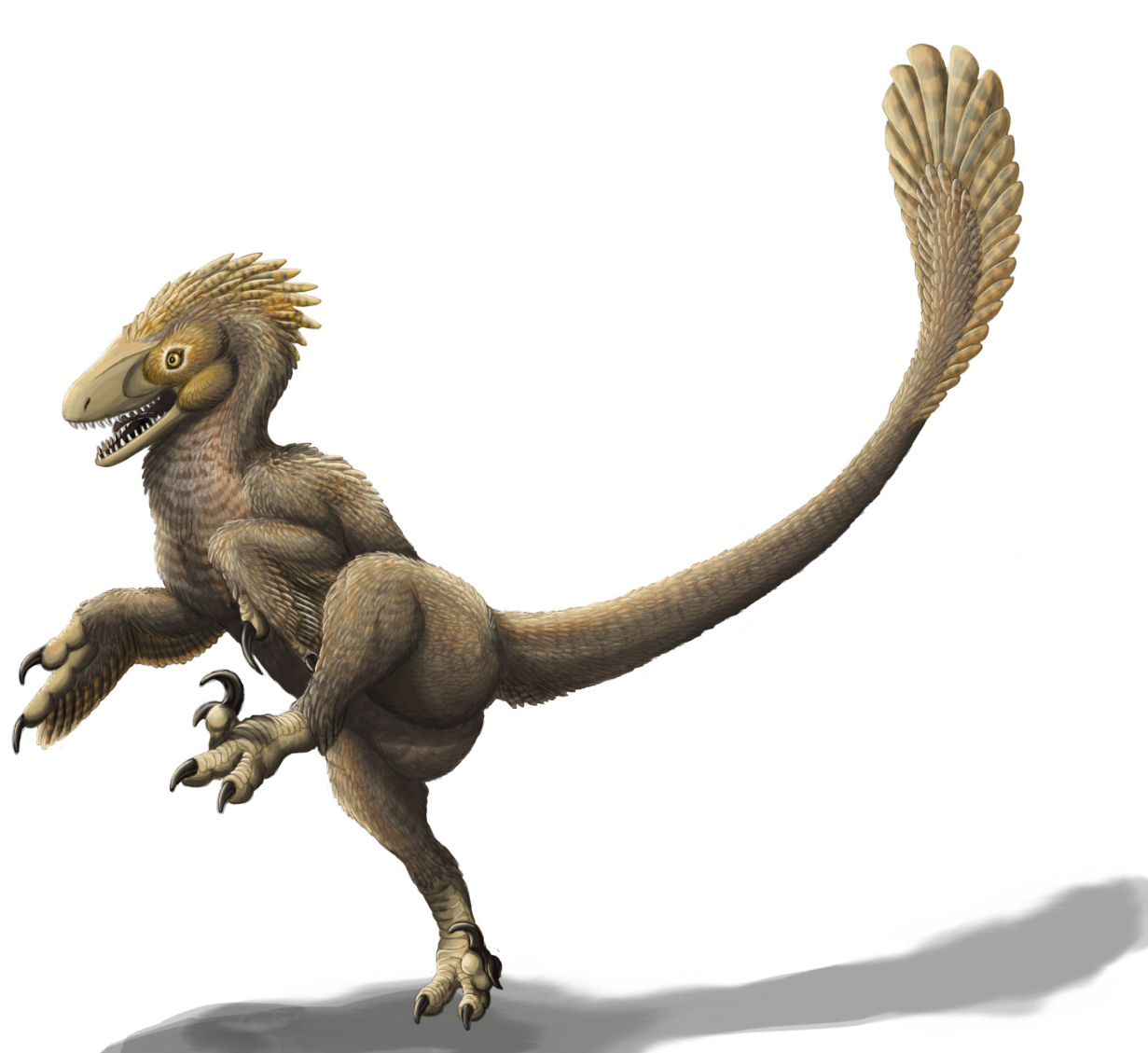
Als dormaeosauride en apexpredator zou Balaur zijn voetklauwen als wapens kunnen hebben gebruikt

Volgens een exacte cladistische analyse door de beschrijvers uitgevoerd behoort Balaur tot de Dromaeosauridae en is binnen de engere Velociraptorinae de zustersoort van Velociraptor. In 2013 werd dit bevestigd door de studie van Brusatte.
Het gebied vormde in het late Krijt een eiland in de Europese Archipel, het zogenaamde Haţegeiland. Volgens de beschrijvers wijst de nauwe verwantschap van Balaur met een soort uit Laurasia erop dat de isolatie niet erg sterk geweest kan zijn en dat het tot laat in het Krijt bij tijd en wijle mogelijk geweest moet zijn de archipel vanuit het oosten te bereiken. Ze wezen de gedachte af dat de soort zich gedurende tientallen miljoenen jaren in afzondering had ontwikkeld.
Studies uit 2013, 2014 en 2015 weerspraken dat Balaur een dromaeosauride zou zijn. Ze vonden een basale positie in de vogels. Dit zou betekenen dat de voorouder van Balaur het Haţegeiland ook vliegend kan hebben bereikt en ondermijnt de gedachte aan late invasies uit het oosten. Onduidelijk is dan of die vliegende voorouder al vroeg of pas laat in het Krijt het eiland bereikte. De studie uit 2013, door Pascal Godefroit, plaatst Balaur boven Jeholornis maar onder Sapeornis. In de studie uit 2014, door Michael Lee, was Balaur de zustersoort van de Pygostylia. De studie uit 2015 was zeer uitgebreid. De gegevensverzamelingen van eerdere studies werden met nieuwe en verbeterde kenmerken uitgebreid en gecorrigeerd. Het resultaat is dat de matrix van Brusatte nu Balaur als de zustersoort van Sapeornis heeft en de matrix van Lee Balaur wat basaler geeft tussen Jixiangornis en Zhongjianornis. In beide gevallen is Balaur een vogel.

## Levenswijze
Doordat er geen schedelmateriaal bekend is, kan niet direct aan de tandvorm worden vastgesteld of Balaur een vleeseter of planteneter was. In 2010 werd uit de toen gevonden fylogenetische positie, de directe verwantschap met Velociraptor, afgeleid dat Balaur een carnivoor geweest moest zijn. De beschrijvers stelden dat het fysiek van Balaur, gedrongen maar stevig en zwaar gespierd, erop duidt dat hij niet voor snelheid maar sterkte gebouwd was. Hij zou gespecialiseerd zijn in het bejagen van vrij grote prooien; daarom zou de dubbele sikkelklauw zijn ontwikkeld teneinde de hoeveelheid schade die de voet kon toebrengen, te vergroten. De bruikbaarheid van de handklauwen achtten ze gering.

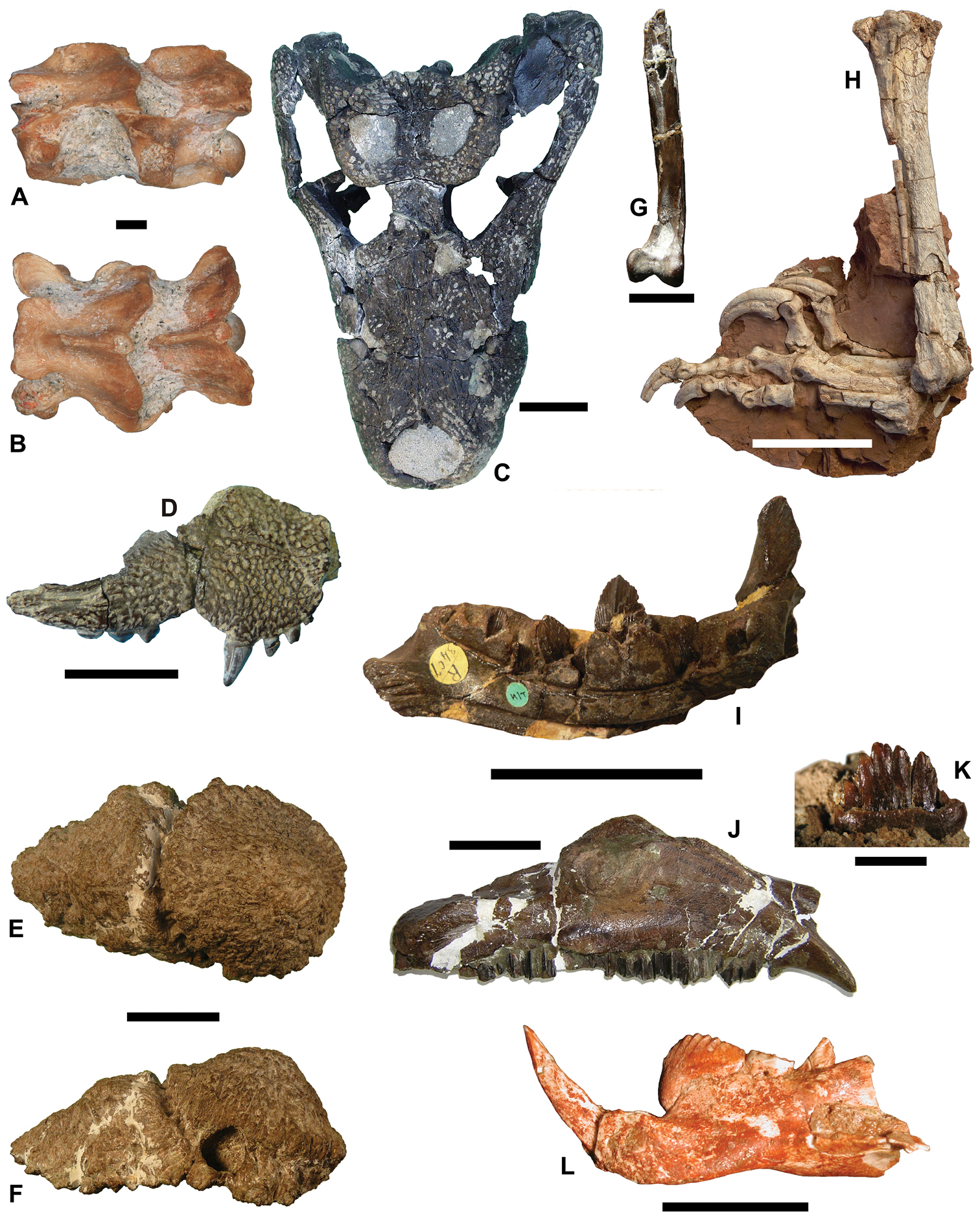
Enkele fossielen uit het leefgebied van Balaur met rechtsboven zijn voet

Van het Haţegeiland zijn geen grotere theropoden bekend, zelfs niet van losse tanden, waaruit werd afgeleid dat Balaur de apexpredator was van zijn habitat. Deze unieke positie, als enige grotere roofdier, zou een "eilandeffect" hebben opgeleverd bestaande in een vergroten van de robuustheid. De titanosauriër Magyarosaurus zou op het eiland juist kleiner zijn geworden. Hetzelfde gold voor de Euornithopoda Zalmoxes en Telmatosaurus welke als de voornaamste prooien van Balaur werden gezien. Dat een roofdier op een eiland robuuster wordt, is verder van dinosauriërs niet bekend. In 2013 werd zelfs gedacht het het uniek was voor enig gewerveld roofdier maar dan worden bijvoorbeeld "reuzenegels" als Deinogalerix buiten beschouwing gelaten.

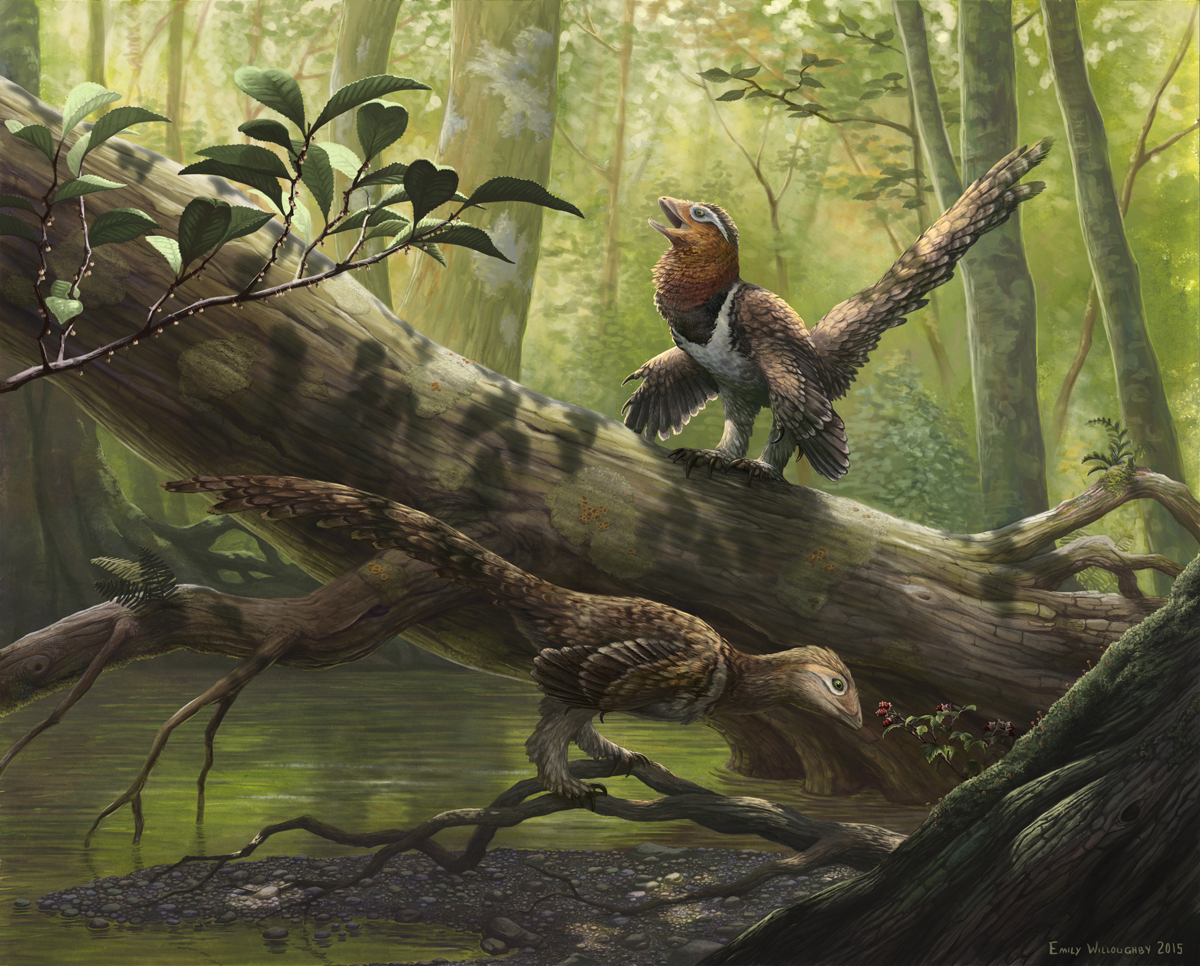
Wellicht had het mannetje van Balaur een prachtkleed om indruk te maken op het wijfje. De getoonde planten zijn alle in de formatie aangetroffen

Volgens de Italiaanse paleontoloog Andrea Cau echter, wijzen de vogelachtige kenmerken erop dat Balaur afstamt van een vliegende voorouder. De voorouders van de soort zouden na vliegend op het eiland terechtgekomen te zijn hun vermogen tot vliegen hebben verloren terwijl ze in grootte toenamen. Dat verklaart de verkorte arm. De vergrote eerste teen zou ontwikkeld zijn om het toegenomen gewicht te dragen van een vorm die zich gezien het brede bekken specialiseerde in het eten van planten. Cau zelf noemde dit het "Dodoraptor"-model. Een studie uit 2015 bevestigde deze conclusies en zag Balaur als een herbivoor of omnivoor. Een aanwijzing hiervoor werd gevonden in de verkleinde derde vinger, het ontbreken van een scharniergewricht bij het tweede middenvoetsbeen en de matig grote tweede voetklauw die onlogische ontwikkelingen waren voor een apexpredator. Het brede bekken, de brede voet, de grote eerste teen, en de verbrede uiteinden van de middenvoetsbeenderen ten opzichte van de gewrichtsvlakken zijn in combinatie verder alleen te vinden bij de plantenetende Therizinosauridae. Ook de nieuwe positie in de evolutionaire stamboom wijst hierop want Sapeornis was een zaadetende vogel. Opmerkelijk is dat de oorspronkelijke beschrijvers uit 2010 de toegenomen robuustheid van Balaur al vergeleken met vergelijkbare ontwikkelingen onder sommige plantenetende zoogdieren die op eilanden geïsoleerd werden. In 2013 werd erop gewezen dat zulke planteneters vooral aanpassingen tonen voor een vergrote stabiliteit en dat de bredere voet van Balaur ontwikkeld kan zijn om veiliger op dichtbegroeid terrein te bewegen terwijl het samenhangende verlies aan snelheid irrelevant was wegens het gebrek aan grote roofdieren. Als de voorouder van Balaur een vliegende vorm was, zal de relatieve toeneming in grootte nog sterker geweest zijn. Ook in dit scenario treedt dus een zeker "eilandeffect" op. In ieder geval moet er sprake geweest zijn van een aanzienlijke mate van convergente evolutie. In 2015 werd echter beklemtoond dat vogels en Dromaeosauridae in bouw niet veel verschilden en het dus voor het uiterlijk van Balaur nauwelijks uitmaakt of het een dromaeosauride of vogel betrof. De voet zal anders geweest zijn en wellicht de staart korter. Ten slotte werd er op gewezen dat de nieuwe positie van Balaur als vogel een bevestiging vormt van de Pauliaanse Hypothese, de stelling van Gregory S. Paul dat sommige Mesozoïsche dinosauriërs die traditioneel buiten de vogels werden geplaatst in feite niet-vliegende vogels waren.